# Paraprisomera taprobanae
Paraprisomera taprobanae – rodzaj straszyków z rodziny Lonchodidae i podrodziny Lonchodinae.

## Taksonomia
Gatunek ten został opisany w 1859 roku przez Johna O. Westwooda jako Lonchodes taprobanae. W 1904 roku William Kirby umieścił go w rodzaju Sthenoboea, a w 1907 roku Carl Brunner von Wattenwyl przeniósł go do rodzaju Prisomera. W 2002 roku Frank Hennemann sklasyfikował tego straszyka w nowo wyróżnionym przez siebie rodzaju Paraprisomera.

## Opis
Ciało samicy długości od 118 do 140 mm. Od P. coronata różni się większymi rozmiarami oraz liściastymi, ząbkowanymi płatami ósmego i dziewiątego tergitu. Posiada ponadto inny kształt praeopercular organ, operculum, segmentu analnego, płytki nadanalnej u samic oraz inny kształt płatków segmentu analnego u samców. Jaja tego gatunku w stosunku do P. coronata cechuje nieco większy rozmiar, jaśniejsza barwa i bardziej owalne niż cylindryczne wieczko.

## Rozprzestrzenienie
Straszyk endemiczny dla Sri Lanki.